# Mošovce

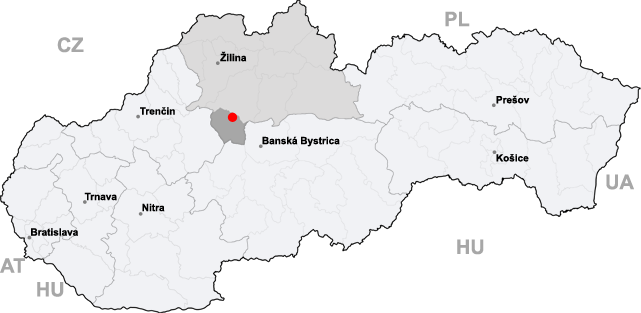
Mošovce în Slovacia

Mošovce este o comună din regiunea Turiec, Slovacia.

## Istorie
Multe din clădirile vechi sunt dovada existenței sale de 770 de ani. A fost menționat pentru prima data în actul de donație a regelui Andrei al- II- lea. 
La inceput, Mošovce era alcătuit din doua așezări: prima așezare, Machyuch, era localizată în zona unde în present se află Starý Rad, iar cea de a doua, Terra Moys, după  care s-a dat numele actualei așezări, ocupă locul de astăzi al Vidrmoch. Numele celei de a doua așezări, care înseamnă Ținutul lui Mojš, ne face să credem că întreaga așezare a fost cândva propietatea unui anume domn Mojš, al carui nume s-ar putea să fii fost o prescurtare a unui nume compus slave, Mojtech, asemănător cu nume ca Vojtech sau Mojmír.
De-a lungul timpului numele satului a suferit multe schimbări, de la Mossovych, Mosocz, Mossowecz, villa regia Mayos alio nomine Mossovych, oppidioum Mayus sue Mosocz, Mosocz olim Mayus pâna la numele de astăzi Mošovce. Numele vechi al unei părți mai vechi a satului Mošovce, o fostă așezare Chornukov, și-a păstrat numele în forma mai modernă Čerňakov.
Mai întai, Mošovce s-a dezvoltat ca o așezare domnească cu autonomie proprie, iar de la mijlocul secolului al-XIV-lea a devenit un oraș privilegiat intrand sub administrația castelului regal Blatnica. În 1527 a cazut în mâinile familiei Révay, care a suprimat privilegiile orașului Mošovce pentru aproape 400 de ani. 
În trecut, Mošovce era un important centru meșteșugăresc al regiunii Turiec. Meseriile au cunoscut o extindere surprinzătoare; existau în jur de 15 bresle active în oraș; breasla cismarilor și cea mai cunoscută breasla a blanarilor au supravietuit cel mai mult. În prezent, Mošovce poate fi caracterizat ca o zona turistică importantă cu multe locuri de vizitat. 

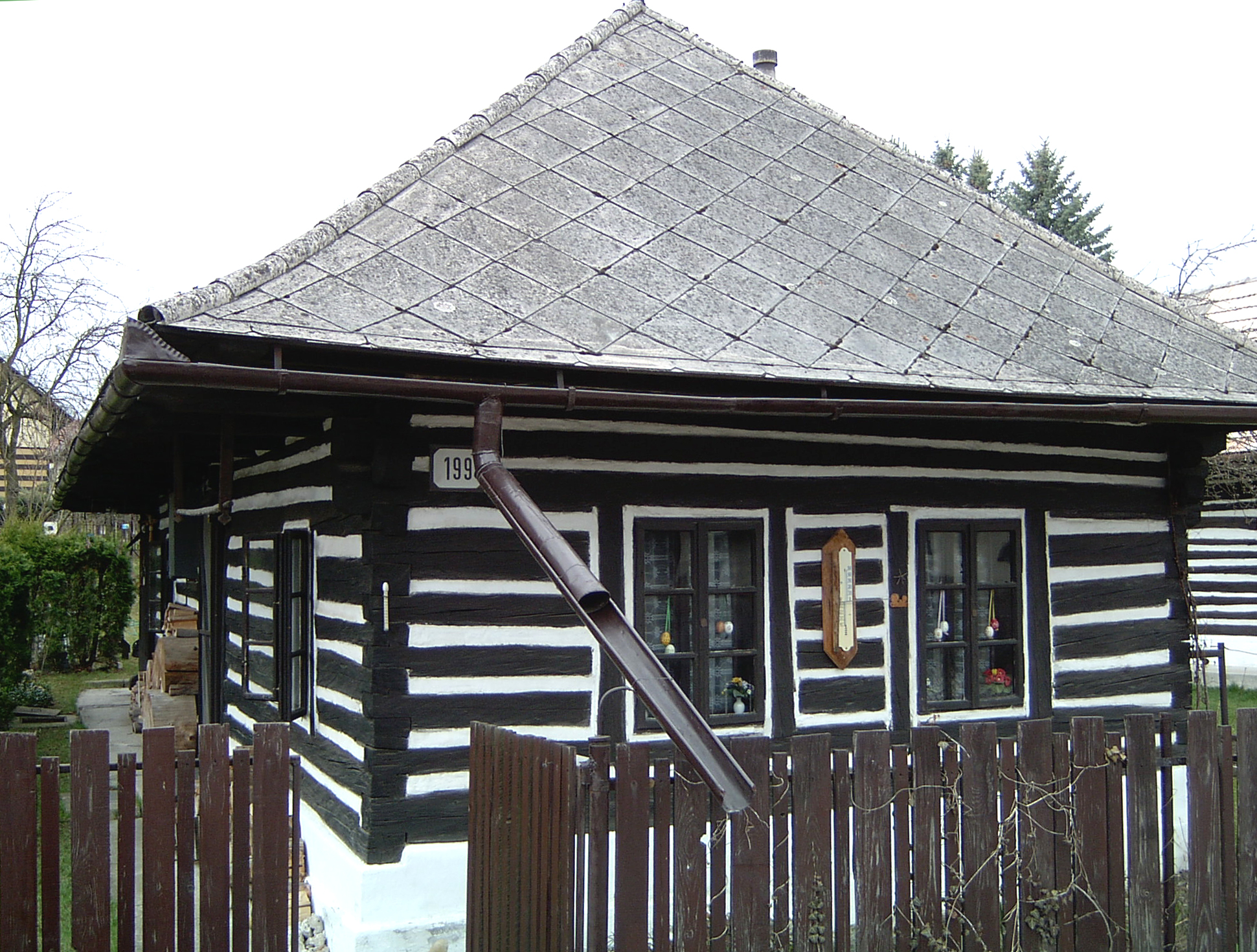
Arhitectura originală a caselor din Mošovce

## Locuri de vizitat
Unul dintre cele mai remarcabile monumente este casa Manor în stil rococo-clasic din a doua jumatate a secolului al-XVIII-lea, cu un parc mare în stil englez. Alte locuri de vizitat în oraș includ: locul de naștere al lui Ján Kollár, o biserică catolică în stil neo-gotic, cu un altar valoros construit pe locul altarului vechi, o biserică luterană construită în 1784, un mausoleu ce găzduieste în prezent muzeul de mestesuguri, o seră în stil art-nouveau și o pavilion din 1800.

## Natura
Împrejurimile orașului Mošovce sunt cu adevarat unice. Un complex istoric de alei cu pomi și cranguri care creează un peisaj estetic și impresionant, ce se adaugă peisajului de pădure al muntilor Veľká Fatra. Acest lanț muntos aparține celor mai impresionanți munți din Slovacia. Pietrele de calcar și dolomitele cu forme fantastice, cât și peisajele frumoase din apropierea văilor Blatnická și Gaderská atrag vizitatori din toate colțurile lumii. 

## Demografie
| An:                | 1994 | 2004   | 2014   | 2024   |
| ------------------ | ---- | ------ | ------ | ------ |
| Număr de persoane: | 1340 | 1359   | 1328   | 1342   |
| Diferență:         |      | +1,41% | −2,28% | +1,05% |

| An:                | 2023 | 2024   |
| ------------------ | ---- | ------ |
| Număr de persoane: | 1351 | 1342   |
| Diferență:         |      | −0,66% |

## Cultură și tradiții
Mošovce este locul de pornire pentru multe personalități. Printre cei mai importanți se numara Frico Kafenda (1883-1963), compositor; Anna Lacková-Zora (1899-1988), scriitoare; Štefan Krčméry (1892-1955), critic literar, istoric, și poet; Júr Tesák Mošovský, Baroc dramaturg; și Miloslav Schmidt, fondatorul Brigadei de Pompieri Amatori in Slovacia. 
Cu toate acestea, una dintre cele mai importante persoane născute în Mošovce este marele poet, filozof slav și preot luteran Ján Kollár (1793-1852),care a avut o influența mare asupra literaturii a cel puțin doua natiuni prin opera sa poetică Slávy Dcera. Opera sa este menită să reprezinte piatra de căpătâi și un model pentru patrioții contemporani și activistii nationaliști. A fost tradusă în diferite limbi atât Limbile slave și nu numai.

## Galeria

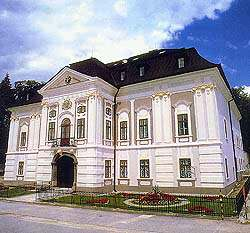
Casa Manor în stil rococo-clasic in Mošovce
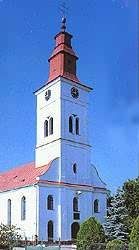
Biserica luterană în Mošovce
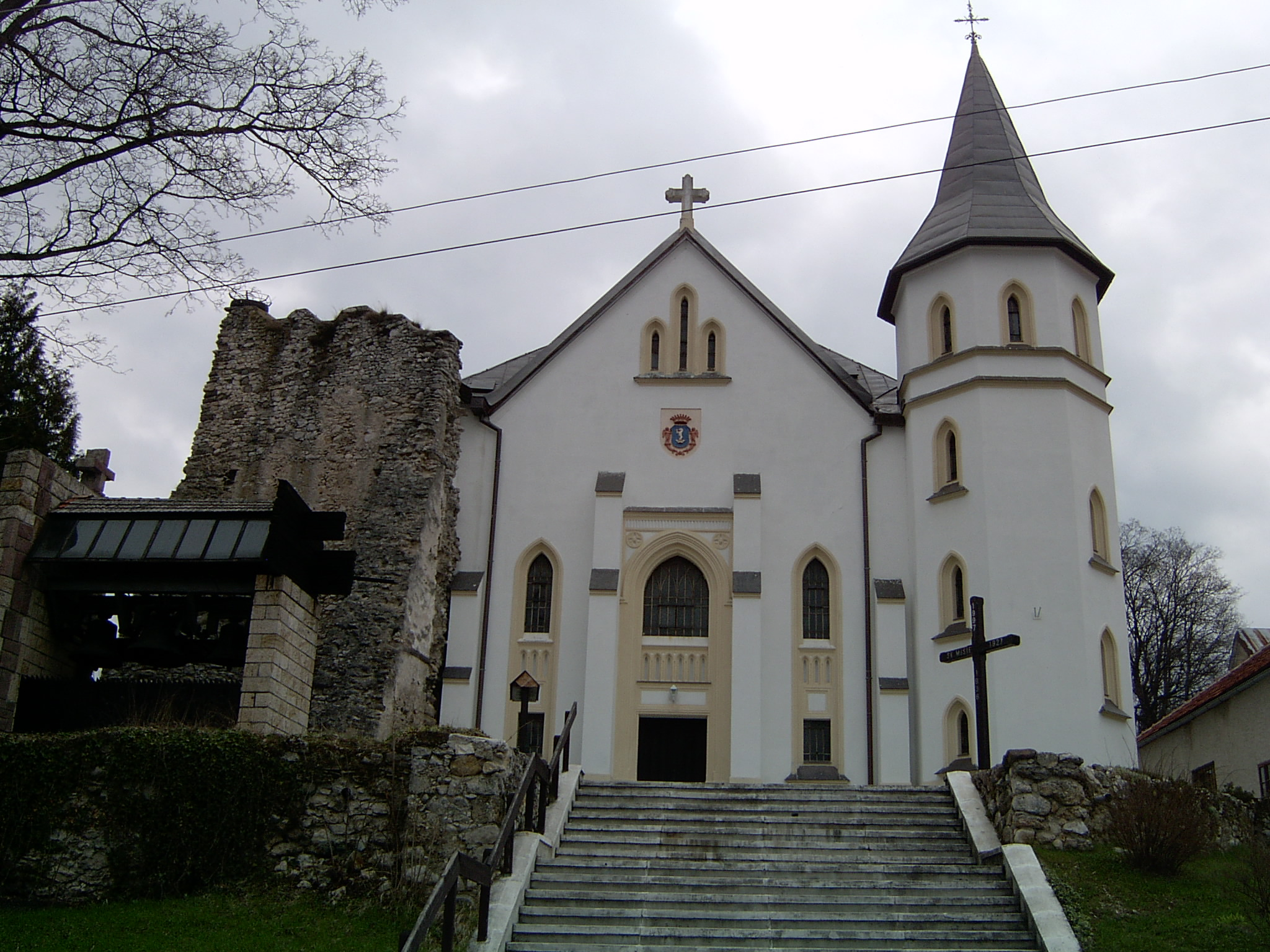
Biserica catolică în Mošovce
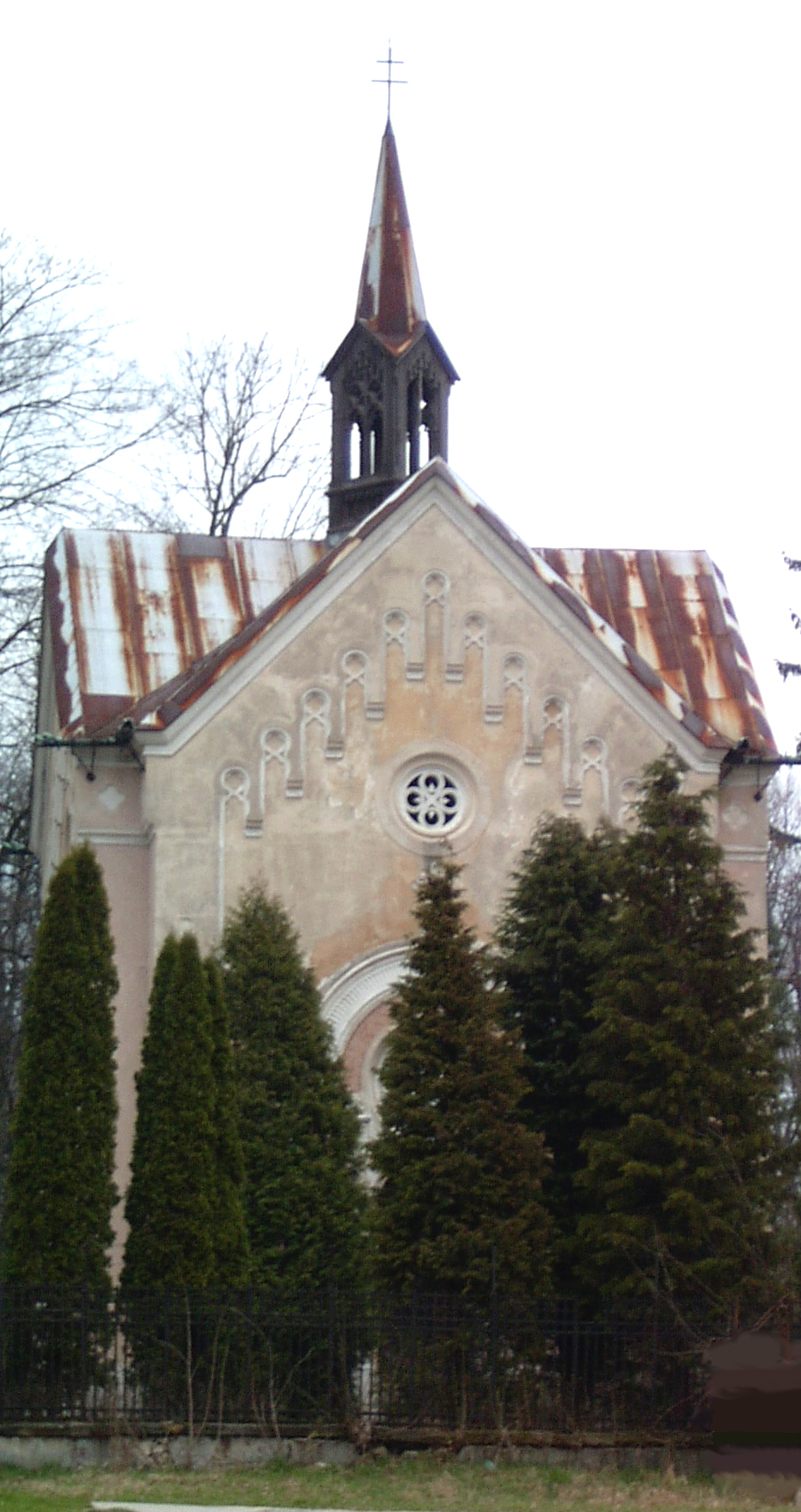
Capela neo-gotică, iniţial folosită ca mausoleu, în prezent muzeu în Mošovce
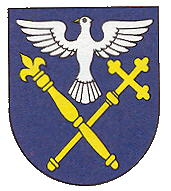
Emblema orasului Mošovce
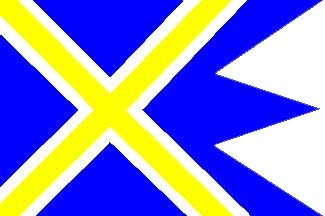
Steagul orasului Mošovce
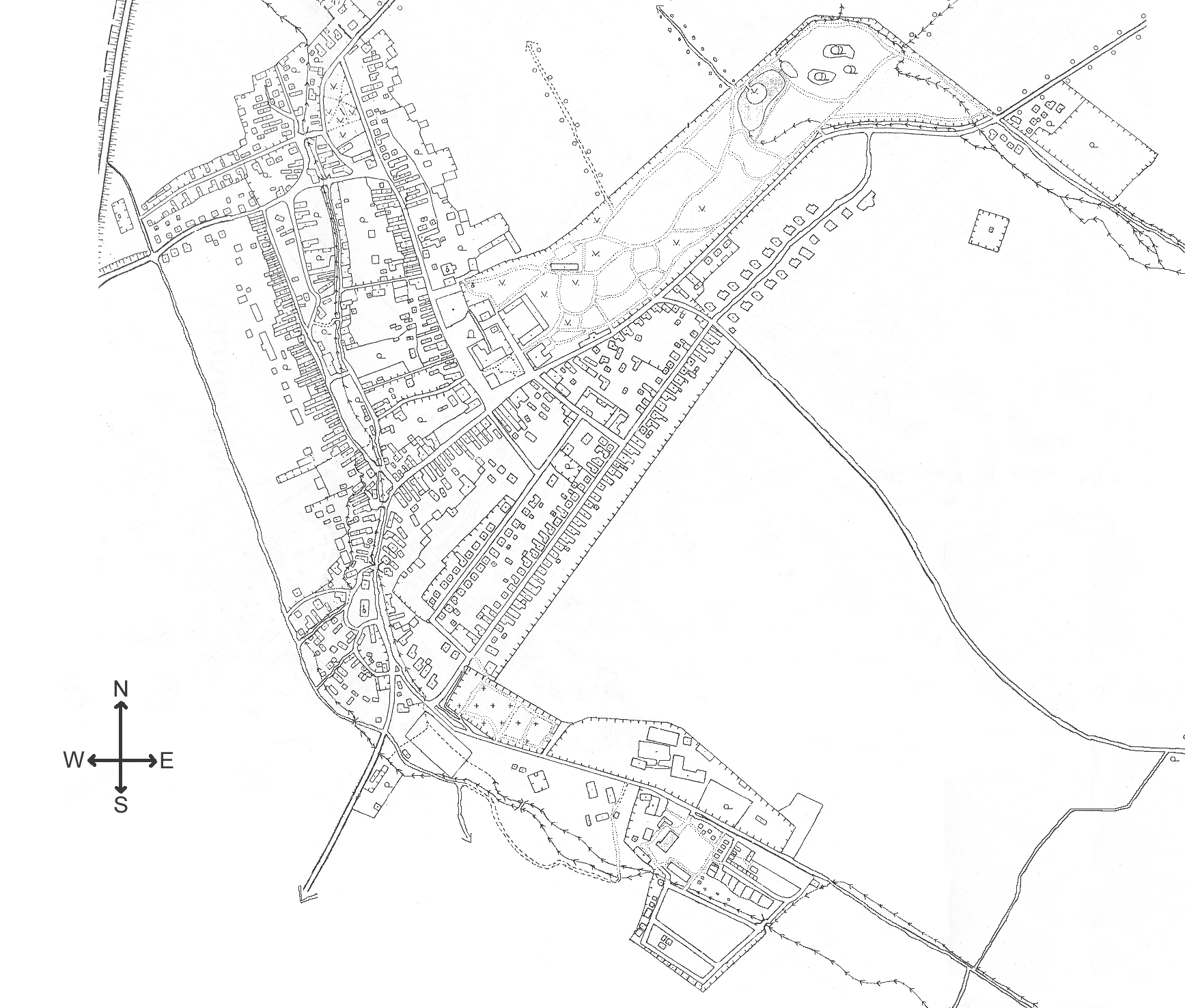
Mošovce